# DeviantArt
DeviantArt (deviantART dal 2001 al 2014) è una comunità online di artisti e aspiranti artisti su Internet. 
Il sito web è stato pubblicato il 7 agosto 2000 da Scott Jarkoff (Jark), Angelo Sotira (Spyed) e Matt Stephens (Matteo). Nel febbraio del 2017 il sito ha annunciato di essere stato acquisito da Wix.com.

## Terminologia
- dA — abbreviazione del nome del sito. Con lo stesso utilizzo, anche se meno frequente, sono devART e  dART.
- Deviant — un utente di DeviantArt.
- Submission — qualsiasi prodotto che venga inviato da un Deviant mediante la funzione "Submit".
- Deviation — qualsiasi Submission che venga dichiarata dal Deviant stesso completa e pronta per l'esibizione. In caso contrario, la Submission viene considerata "Scrap" (bozza) e viene visualizzata in una sezione apposita.
- dAmn — abbreviazione di "deviantART Messaging Network", il sistema di chat interno a deviantART.

## Caratteristiche
DeviantArt pubblica gratuitamente le creazioni artistiche dei suoi iscritti; possono essere prosa, poesia, fotografie, disegni, elaborazioni digitali (i prodotti più comuni) ma anche artigianato, animazioni e giochi creati in Flash e progetti relativi alla Community (foto di meeting, concorsi, immagini di stock utilizzabili da altri Deviant nei loro lavori).
Ogni utente possiede una userpage all'interno di DeviantArt dopo la registrazione (all'indirizzo nomeutente.deviantart.com) che contiene le sue deviations. Si possono ricevere e lasciare commenti, suggerimenti, critiche sugli altri Deviant e Deviation.
Sono contemplati due tipi di registrazione: una gratuita ed una a pagamento. Con l'iscrizione gratuita si ha accesso a tutte le aree del sito, è possibile pubblicare un numero illimitato di deviations, si ha a disposizione una propria pagina utente, si possono scrivere e ricevere commenti, note sulla propria pagina o sulle singole opere, si possono frequentare la chat e i forum e tenere sotto controllo gli amici per essere avvisati quando essi pubblicano qualche cosa di nuovo.
L'iscrizione a pagamento è intesa più che altro come una forma di supporto alla community, e in più offre la possibilità di visualizzare più immagini in una sola pagina, vedere le anteprime delle immagini un po' più grandi, eliminare i banner pubblicitari ed avere un centro messaggi più funzionale. Si ha inoltre la possibilità, sempre tramite DeviantArt, di vendere le proprie opere come foto, poster, mousepad o altri oggetti di merchandising.
Diversi artisti professionisti, come Simone Bianchi, Adam Hughes, Felipe Massafera, Mike Deodato e molti altri, utilizzano DeviantArt per mostrare gratuitamente alcune delle loro tavole.
Per via dei suoi contenuti  presenti nel sito divenne in poco tempo una sorta di meme,ossia che una fanart su quindici è sessualmente esplicito o addirittura di natura feticista riguardo alle serie animate. Parodie come quella di South Park, mettono in mostra come il sito sia diventato famoso per questo.

## Versioni
DeviantArt ha subito numerosi restyling, che, non solo hanno cambiato la grafica, ma hanno anche apportato delle migliorie per quanto riguarda l'efficienza del sito stesso. Sono state introdotte nuove funzioni come ad esempio i Gruppi, che possono essere creati da tutti i Deviant che vogliono essere un nuovo spazio di interazione tra gli utenti della community.
Dal 2010 è stata introdotta la versione numero 7 (ufficialmente chiamata V7) che ha rivoluzionato lo stile di visualizzazione delle immagini e delle pagine dei singoli utenti.